# Veldkers
Veldkers (Cardamine) is een geslacht van kruidachtige, eenjarige of overblijvende kruiden uit de kruisbloemenfamilie (Brassicaceae). De botanische naam Cardamine correspondeert met het Oudgriekse 'kardaminê' (gelatiniseerd als cardamina) en is zelf afgeleid van 'kardamon', een woord dat een Perzisch of Indiaas kruid aanduidde.
Het geslacht omvat meer dan 150 soorten, die in alle werelddelen behalve Antarctica voorkomen. Dentaria is een synoniem.

## Botanischebeschrijving
De bladeren van de diverse soorten variëren in vorm en grootte, van heel klein tot middelgroot en van geveerd tot dubbelgeveerd.
De bladeren vormen vaak een bladrozet, maar kunnen hiernaast ook afwisselend aan de stengel staan geplaatst. De bladrand kan gaaf, getand of gezaagd zijn. De stengel mist stevigheid.
Zoals gebruikelijk bij soorten uit de kruisbloemenfamilie, bestaan de bloemen uit vier kroonbladen en vier kelkbladen. Deze zijn beiden niet vergroeid.
De vruchten worden gevormd door lange, dunne hauwen met twintig tot honderd zaadjes.

## Toepassingen
Sommige planten in dit geslacht zouden medicinale kwaliteiten bezitten voor de behandeling van hart- of maagklachten. 
Andere benamingen voor veldkers dat in salades en soep wordt gebruikt zijn landkers, barbarakruid of winterkers.

## Taxonomie
In België en Nederland kent dit geslacht een aantal vertegenwoordigers. De bekendste is de pinksterbloem (Cardamine pratensis) , die in het voorjaar veel slootkanten en graslanden wit tot roze kleurt. Eerder in het voorjaar kan men in moestuinen en langs straatranden reeds de kleine veldkers (Cardamine hirsuta) tegenkomen. Ook de bittere veldkers behoort tot dit geslacht. De bolletjeskers (Cardamine bulbifera) is zeldzaam en ook de springzaadveldkers (Cardamine impatiens) geldt als zeer zeldzaam. De bosveldkers (Cardamine flexuosa) is algemeen. Een zich sinds de eerste vondst in 2009 snel uitbreidende nieuwkomer is de Aziatische veldkers (Cardamine occulta).
Naast deze soorten kent het geslacht buiten België en Nederland een aantal soorten, waaronder:
- Cardamine africana
- Cardamine alpina
- Cardamine amporitana
- Cardamine angulata
- Cardamine angustata
- Cardamine asarifolia
- Cardamine barbaraeoides
- Cardamine bellidifolia
- Cardamine bilobata
- Cardamine breweri
- Cardamine bulbosa
- Cardamine caldeiratum
- Cardamine californica
- Cardamine carnosa
- Cardamine changbaiana
- Cardamine chelidonia
- Cardamine chenopodiifolia
- Cardamine clematitis
- Cardamine concatenata
- Cardamine constancei
- Cardamine cordifolia
- Cardamine corymbosa
- Cardamine debilis
- Cardamine dentata
- Cardamine digitata
- Cardamine diphylla
- Cardamine dissecta
- Cardamine douglassii
- Cardamine enneaphyllos
- Cardamine fargesiana
- Cardamine flagellifera
- Cardamine gambelii
- Cardamine glacialis
- Cardamine glanduligera
- Cardamine glauca
- Cardamine graeca
- Cardamine gunnii
- Cardamine gunnii-lilacina
- Cardamine heptaphylla (Geveerd tandkruid)
- Cardamine impatiens (Springzaadveldkers)
- Cardamine jamesonii
- Cardamine kitaibelii
- Cardamine keysseri
- Cardamine laciniata
- Cardamine lihengiana
- Cardamine lilacina
- Cardamine longii
- Cardamine lyrata
- Cardamine macrophylla
- Cardamine macrocarpa
- Cardamine maritima
- Cardamine matthiola
- Cardamine maxima
- Cardamine micranthera
- Cardamine microphylla
- Cardamine montelucii
- Cardamine nuttallii
- Cardamine nymanii
- Cardamine obliqua
- Cardamine occidentalis
- Cardamine oligosperma
- Cardamine opzii
- Cardamine pachystigma
- Cardamine palustris
- Cardamine parviflora
- Cardamine pattersonii
- Cardamine paucijuga
- Cardamine penduliflora
- Cardamine pensylvanica
- Cardamine pentaphyllos
- Cardamine plumieri
- Cardamine pulcherrima
- Cardamine purpurascens
- Cardamine purpurea
- Cardamine quinquefolia
- Cardamine regeliana
- Cardamine resedifolia (Resedabladige veldkers)
- Cardamine raphanifolia
- Cardamine rotundifolia
- Cardamine rupicola
- Cardamine seidlitziana
- Cardamine tenera
- Cardamine trichocarpa
- Cardamine trifida
- Cardamine trifolia (Klaverkers)
- Cardamine udicola
- Cardamine uliginosa
- Cardamine waldsteinii

Hybriden
- Cardamine ×anomala
- Cardamine ×incisa

## Waardplant
Cardamine-soorten zijn waardplant voor de rupsen van het oranjetipje (Anthocharis cardamines), Anthocharis midea en Anthocharis sara.
... · 
C. amara (bittere veldkers) · 
C. bulbifera (bolletjeskers) · 
C. californica · 
C. flexuosa (bosveldkers) · 
C. heptaphylla (geveerd tandkruid) · 
C. hirsuta (kleine veldkers) · 
C. impatiens (springzaadveldkers) · 
C. pratensis (pinksterbloem) · 
C. resedifolia (resedabladige veldkers) · 
C. trifolia (klaverkers) · 
...
... · 
Alliaria · 
Alyssum (Schildzaad) · 
Arabidopsis · 
Arabis (Scheefkelk) · 
Armoracia · 
Aubrieta · 
Barbarea (Barbarakruid) · 
Berteroa · 
Brassica (Kool) · 
Braya · 
Bunias (Hardvrucht) · 
Cakile · 
Calepina · 
Camelina · 
Capsella (Herderstasje) · 
Cardamine (Veldkers) · 
Cochlearia (Lepelblad) · 
Coincya · 
Conringia · 
Coronopus (Varkenskers) · 
Crambe (Bolletjeskool) · 
Descurainia · 
Diplotaxis (Zandkool) · 
Draba · 
Erophila · 
Eruca · 
Erucastrum · 
Eutrema  · 
Erysimum (Steenraket) · 
Heliophila · 
Hesperis · 
Hirschfeldia · 
Hormathophilla · 
Hornungia · 
Iberis (Scheefbloem) · 
Isatis · 
Lepidium (Kruidkers) · 
Lobularia · 
Lunaria (Judaspenning) · 
Malcolmia · 
Matthiola · 
Neslia · 
Physaria · 
Pringlea · 
Ptilotrichum · 
Raphanus (Radijs) · 
Rapistrum · 
Rorippa (Waterkers) · 
Schouwia · 
Selenia · 
Sinapidendron · 
Sinapis · 
Sisymbrium (Raket) · 
Subularia · 
Teesdalia · 
Thlaspi (Boerenkers) · 
...